# Gran Premio di Mar del Plata 1948
Il Gran Premio di Mar del Plata 1948 è stata una corsa automobilistica di velocità in circuito.
È stata la seconda prova della Temporada Argentina 1948.

## Qualifiche
Risultati delle qualifiche.
| Pos | Nr | Pilota              | Scuderia              | Vettura        |
| --- | -- | ------------------- | --------------------- | -------------- |
| 1   |    | Luigi Villoresi     | Scuderia Milano       | Maserati 4CL   |
| 2   | 16 | Nino Farina         | Scuderia Milano       | Maserati 8CL   |
| 3   |    | Jean-Pierre Wimille | Écurie Naphtra Course | Alfa Romeo 308 |
| 4   |    | Juan Manuel Fangio  | A.C.A.                | Maserati 4CL   |
| 5   |    | Óscar Gálvez        | A.C.A.                | Maserati 4CL   |
| 6   |    | Italo Bizio         |                       | Maserati       |
| 7   |    | Chico Landi         | Privato               | Alfa Romeo 308 |
| 8   |    | Achille Varzi       | Privato               | Alfa Romeo 12C |
| 9   |    | Pascual Puopolo     | San Isidoro           | Maserati 8CL   |
| 10  |    | Eitel Cantoni       |                       | Maserati 4CL   |
| 11  |    | Andres Fernández    |                       | Maserati       |
| 12  |    | Arialdo Ruggeri     | Scuderia Milano       | Maserati 4CL   |
| 13  |    | Victorio Rosa       |                       | Maserati       |

## Gara

### Risultati
Risultati della gara.
| Pos | Nr | Pilota              | Scuderia              | Vettura        | Giri | Tempo/Ritiro |
| --- | -- | ------------------- | --------------------- | -------------- | ---- | ------------ |
| 1   | 16 | Nino Farina         | Scuderia Milano       | Maserati 8CL   | 37   | 1h24'02"7    |
| 2   |    | Achille Varzi       | Privato               | Alfa Romeo 12C | 37   | 1h25'15"0    |
| 3   |    | Jean-Pierre Wimille | Écurie Naphtra Course | Alfa Romeo 308 | 37   | 1h25'51"8    |
| 4   |    | Óscar Gálvez        | A.C.A.                | Maserati 4CL   | 36   |              |
| 5   |    | Juan Manuel Fangio  | A.C.A.                | Maserati 4CL   | 36   |              |
| 6   |    | Italo Bizio         |                       | Maserati       | 36   |              |
| 7   |    | Chico Landi         | Privato               | Alfa Romeo 308 |      |              |
| 8   |    | Andres Fernández    |                       | Maserati       |      |              |
| 9   |    | Luigi Villoresi     | Scuderia Milano       | Maserati 4CL   | 30   |              |
| Rit |    | Pascual Puopolo     | San Isidoro           | Maserati 8CL   |      |              |
| Rit |    | Eitel Cantoni       |                       | Maserati 4CL   |      |              |
| Rit |    | Arialdo Ruggeri     | Scuderia Milano       | Maserati 4CL   |      |              |
| Rit |    | Victorio Rosa       |                       | Maserati       |      |              |

Giro veloce: Non assegnato.